# Сан-Дзеноне-аль-Ламбро
Сан-Дзеноне-аль-Ламбро (итал. San Zenone al Lambro) — коммуна в Италии, в провинции Милан области Ломбардия.
Население составляет 3442 человека, плотность населения составляет 492 чел./км². Занимает площадь 7 км². Почтовый индекс — 20070. Телефонный код — 02.
Покровителем коммуны почитается священномученик Зенон, епископ Веронский, празднование в понедельник после последнего воскресения октября.